# Arganarhinus
Arganarhinus (betekent 'Argana (Marokko) snuit') is een geslacht van uitgestorven phytosauriërs, bekend uit de Laat-Trias (Midden-Carnien) van het Argana-bekken in Marokko. Het is bekend van een schedel die is gehuisvest in het Muséum national d'Histoire naturelle, holotype ALM.1. Het werd voor het eerst benoemd in 1977 als een soort van Paleorhinus door Jean Michel Dutuit en het werd in 1995 door Long en Murry als een apart geslacht benoemd. De typesoort is Paleorhinus magnoculus, de 'grootoog'. De combinatio nova is Arganarhinus magnoculus. Zijn naaste verwant was Paleorhinus.
De schedel is slechts 275 millimeter lang maar vertegenwoordigt vermoedelijk een jong dier.